# Karl-Heinz Metzner
Karl-Heinz «Gala» Metzner (Kassel, 9 de enero de 1923-ibídem, 25 de octubre de 1994) fue un futbolista alemán que jugaba como centrocampista.
Desde 2004, una plaza de su ciudad natal lleva su nombre en su honor, la Gala-Metzner-Platz.

## Selección nacional
Fue internacional con la selección de Alemania Federal en 2 ocasiones. Fue campeón del mundo en 1954 sin jugar ningún partido.

### Participaciones en Copas del Mundo
| Mundial                        | Sede  | Resultado | Partidos | Goles |
| ------------------------------ | ----- | --------- | -------- | ----- |
| Copa Mundial de Fútbol de 1954 | Suiza | Campeón   | 0        | 0     |

## Clubes
| Club           | País             | Año       |
| -------------- | ---------------- | --------- |
| Borussia Fulda | Alemania nazi    | 1943-1944 |
| Hessen Kassel  | Alemania Federal | 1949-1961 |

## Palmarés

### Copas internacionales
| Título                 | Selección        | Sede  | Año  |
| ---------------------- | ---------------- | ----- | ---- |
| Copa Mundial de Fútbol | Alemania Federal | Suiza | 1954 |

### Distinciones individuales
| Distinción                                         | Año  |
| -------------------------------------------------- | ---- |
| Placa de Honor de Plata de la ciudad de Múnich     | 1954 |
| Insignia de Honor de Oro de la DFB                 | 1955 |
| Anillo de Honor del Hessen Kassel                  | ?    |
| Insignia de Oro del Deporte de la ciudad de Kassel | 1994 |

## Condecoraciones
| Distinción      | Año  |
| --------------- | ---- |
| Laurel de Plata | 1954 |